# Fatma Pehlivan
Pour les articles homonymes, voir Pehlivan.
Fatma Pehlivan, née le 1er septembre 1957 à Istanbul (Turquie) est une femme politique belge flamande, membre du Sp.a.
Elle est régente en coupe et couture et enseignante. 
Elle est vice-présidente (depuis 1993), puis présidente (depuis 1999) de l’Intercultureel Centrum voor Migranten (ICCM).
Elle fut présidente de la Federatie van Turkse vooruitstrevende verenigingen (1994-1998) et ensuite membre du Conseil du Forum d’émigrants de l’Union européenne (1998-2002).
Elle est chevalier de l'Ordre de Léopold (2007).

## Carrière politique
- 2001-2003 : sénatrice cooptée
- 2003-2007 : sénatrice élue directe
- 2007-     : conseillère communale à Gand
- 2007-2009     : échevine à Gand
- 2009-2014     : députée flamande 
  - sénateur de communauté (2009-2001 et depuis le 21.12.2011)
- 2014-         : députée fédérale